# The Doom Generation
The Doom Generation is een film uit 1995 onder regie van Gregg Araki.

## Verhaal
Jordan en Amy zijn probleemtieners nemen een lifter mee; Xavier. Met zijn drieën gaan ze door de wereld van seks, drugs en geweld.

## Rolverdeling
| Acteur            | Personage    |
| ----------------- | ------------ |
| James Duval       | Jordan White |
| Rose McGowan      | Amy Blue     |
| Johnathon Schaech | Xavier Red   |
| Cress Williams    | Peanut       |
| Amanda Bearse     | Barvrouw     |
| Parker Posey      | Brandi       |